# ديك برايس
ديك برايس (بالإنجليزية: Dick Price)‏ هو سياسي أمريكي، ولد في 14 أغسطس 1933 في ميامي في الولايات المتحدة. حزبياً، نشط في الحزب الجمهوري. وقد انتخب عضو مجلس نواب فلوريدا.